# Roland Galharague
Roland Galharague, né le 13 mars 1961, est un diplomate français et européen. Après une carrière au sein de la diplomatie française, notamment en tant qu'ambassadeur en Tchéquie, Hongrie puis Malaisie, il est nommé par Josep Borrell, Haut Représentant de l'Union européenne, au poste de chef de la délégation de l'Union européenne en Russie en 2022.

## Biographie

### Jeunesse et formation
Après des études à l'École normale supérieure de la rue d'Ulm, il est licencié d'allemand et agrégé de russe. Il est titulaire d'un DEA d'histoire de l'École des hautes études en sciences sociales.

### Carrière française
Il entre au Quai d'Orsay en 1990, en tant que secrétaire des affaires étrangères (Orient), et est titularisé en 1991. En 1994, il est, aux côtés de Dominique de Villepin notamment et sous la direction de Paul Guyomard, membre de la délégation française à la 60e assemblée générale des Nations Unies.
Entre 1996 et 1999, il est premier secrétaire de l'ambassade de France à Washington, sous les ambassadeurs Jacques Andréani et François Bujon de l'Estang. 
Il devient ensuite chef du service presse et porte-parole de l'ambassade de France à Londres entre 2002 et 2005, puis numéro deux de l'ambassade de France en Afrique du Sud jusqu'en 2008.
De retour à Paris, il est directeur de l'Europe continentale au ministère des affaires étrangères de 2008 à 2010, puis directeur général adjoint des affaires politiques et de sécurité jusqu'en 2012.
Il est nommé par Nicolas Sarkozy ambassadeur auprès de la République de Hongrie en 2012. Dans ces fonctions, il négocie et signe en 2015 un accord franco-hongrois sur la production cinématographique avec le ministre hongrois Zoltán Balog.
Fonction qu'il occupera jusqu'en 2015. Il est nommé ambassadeur auprès de la République Tchèque par François Hollande en 2017, puis ambassadeur auprès de la Malaisie en 2020 par Emmanuel Macron.

### Carrière européenne
Dans le contexte conflictuel de l'invasion russe de l'Ukraine débutée le 24 février 2022, Roland Galharague est choisi en juin 2022 par le Haut Représentant de l'Union, Josep Borrell, pour succéder à l'allemand Markus Ederer à la tête de la délégation de l'Union européenne à Moscou.

## Distinctions
- Chevalier de la Légion d'honneur : en 2019, "ambassadeur extraordinaire et plénipotentiaire en République tchèque ; 33 ans de services."[9]
- Chevalier de l'ordre national du Mérite : en 2010, "directeur d'Europe continentale au ministère ; 24 ans de services civils et militaires"[10]